# Gymnelus pauciporus
Gymnelus pauciporus is een straalvinnige vissensoort uit de familie van de puitalen (Zoarcidae). De wetenschappelijke naam van de soort is voor het eerst geldig gepubliceerd in 1982 door Anderson.